# Niegardów-Kolonia
Niegardów-Kolonia – wieś w Polsce położona w województwie małopolskim, w powiecie proszowickim, w gminie Koniusza.
W latach 1975–1998 miejscowość administracyjnie należała do województwa krakowskiego.

Integralne części miejscowości: Kmiecie, Kolawy, Piaski.
Zobacz też: Niegardów